# Liste baskischer Schriftsteller
Dies ist eine Liste baskischer Schriftsteller. Es besteht kein Anspruch auf Vollständigkeit.

## A
- Anton Abbadia
- Pedro Agerre
- Joxe Mari Agesta
- Txomin Agirre
- Ignacio Aldecoa
- Elias Amezaga
- Begoña Ameztoy
- Kike Amonarriz
- Jokin Ansorena
- Gabriel Aresti
- Aurelia Arkotxa
- Frantzisko Arostegi
- Bernardo Atxaga
- Jean Baptiste Azkonagerre
- Manuel Aznar Zubigaray
- Joxe Azurmendi

## B
- Iñigo Barandiaran
- Pío Baroja
- Andre Baraziart
- Charles Belzuntze
- Juan Beriain
- Juan de Beriain
- Sancho de Beurko

## E
- José Echegaray
- Arrate Egaña
- Andolin Eguzkitza
- Mikela Elizegi
- Unai Elorriaga
- Alonso de Ercilla y Zúñiga
- Joseba Etxarri Lizeaga
- Bernard Etxepare
- Jean Etxepare Bidegorri
- Iñaki Ezkerra

## F
- Angela Figuera Aymerich
- Eva Forest

## G
- Gotzon Garate
- Daniel Garbizu
- Sabino Arana Goiri

## H
- Piarres Harispe
- Martin de Hoyarçabal

## I
- Iñaki Iñurrieta

## J
- Edorta Jimenez
- Jon Juaristi

## K
- Xabier Kalzakorta
- Jon Kortazar
- Federico Krutwig

## L
- Joseba Lakarra
- Nicolao Landuchio
- Robert Laxalt
- Joan Perez de Lazarraga
- Juan Maria Lekuona
- Julen Lekuona
- Xabier Lete
- Antton Luku

## M
- Ramiro de Maeztu
- Esteve Materre
- Jon Mirande
- Juan Antonio Mogel
- Robustiana Mujika Egaña
- Imanol Murua Arregi

## O
- Arnauld de Oihenart

## P
- Paddy Rekalde
- Ixidor Parada
- Txomin Peillen
- Ramiro Pinilla
- Pott Banda
- Silvain Pouvreau

## S
- Joseba Sarrionandia
- Alfonso Sastre
- Maripi Solbes

## T
- Imanol Txabarri
- Txillardegi

## U
- Miguel de Unamuno
- Kirmen Uribe
- Arantxa Urretabizkaia

## X
- Agustin Xaho